# 阿倍陸奥永宗
阿倍陸奥 永宗（あべのむつ の ながむね、生没年不詳）は、9世紀日本の陸奥国（現在の宮城県）柴田郡の郡司である。姓は臣。官位は外従五位下・柴田郡権大領。

## 経歴
貞観11年（869年）3月15日に、名取団大毅・刑部本継とともに外従五位下に叙された（この時の官職は陸奥国柴田郡大領）。その時までの永宗の位階は外正八位上であった。柴田郡は名取団に兵士を供給した地域の一部と推定される。六国史への記載はこの叙位記録のみであり、他の事績は不明。